# آرگوس انرژی
آرگوس انرژی (انگلیسی: Argos Energies) شرکت پالایش نفت هلندی است، که در سال ۱۹۹۰ تأسیس شد.